# Robert Wilhelm Rosellen

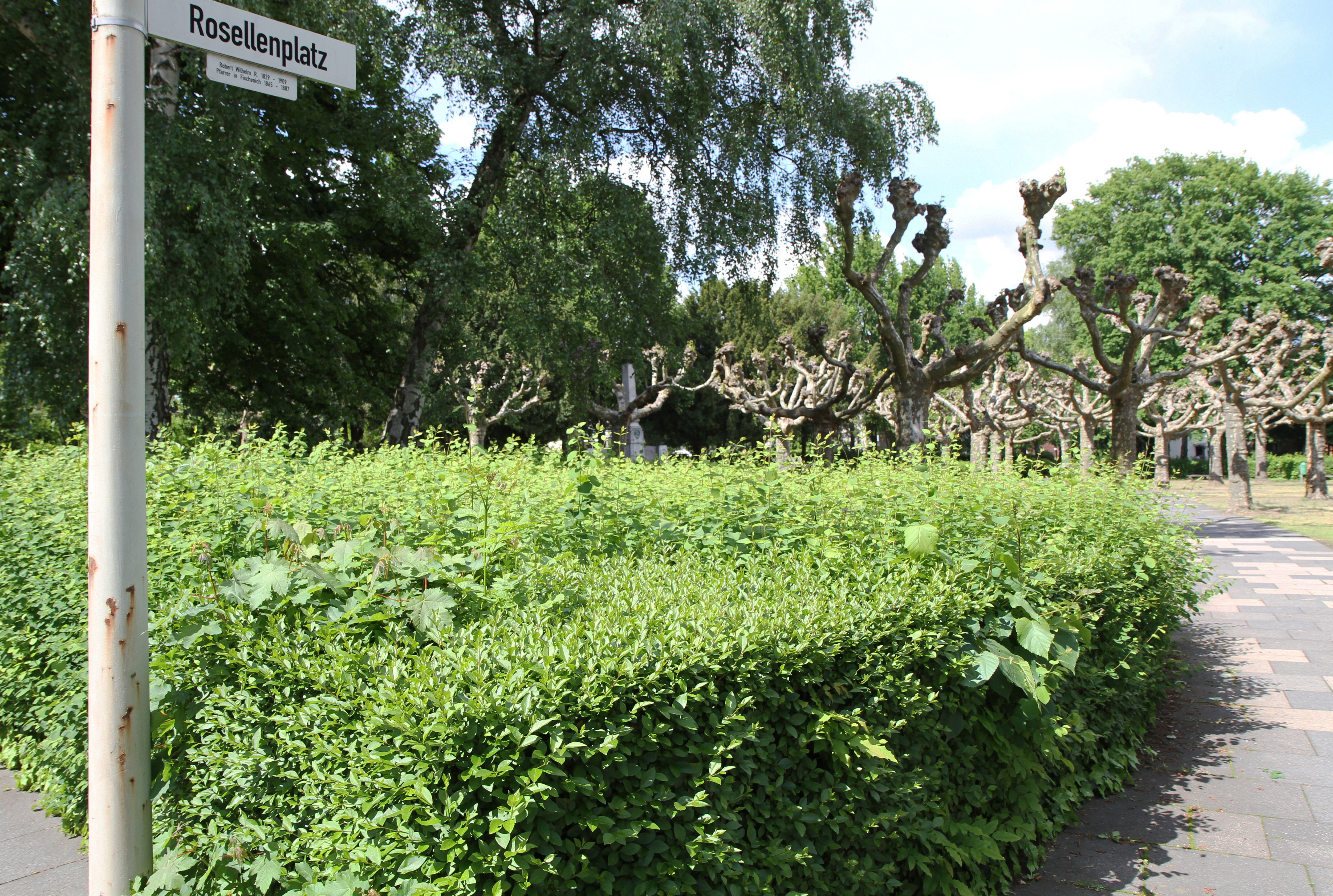
Rosellenplatz in Hürth-Fischenich

Robert Wilhelm Rosellen (* 30. November 1829 in Langenfeld-Richrath; † 13. März 1909 in Köln) war ein deutscher römisch-katholischer Priester und Kirchenhistoriker.

## Priestertum
Rosellen wurde 1853 zum Priester geweiht. Anfang des Jahres 1862 wurde er zum Pfarr-Cooperator der Gemeinde St. Martin in Fischenich ernannt. 1865 wurde er zum Pfarrer dieser Gemeinde berufen. Dort wirkte er bis Ende 1887 und war auch Stellvertreter des Dechanten (Definitor) des Dekanates Brühl. Danach wurde er zum Pfarrer der Kölner Pfarrei St. Maria Lyskirchen bestellt.

## Geschichte der Pfarreien des Dekanates Brühl
Bekannt wurde Rosellen durch ein umfassendes Werk zur Geschichte der Pfarreien des Dekanates Brühl; dieses Werk wurde unter dem Titel Geschichte der Pfarreien der Erzdiöcese Köln, Bd. VI 1887 im J.P. Bachem Verlag veröffentlicht. Auf Grund seines hohen kulturellen Wertes wurde es in die Sammlung der Stiftung Preußischer Kulturbesitz aufgenommen. Es zählt bis heute zu den Standardwerken der Kirchengeschichte des Erzbistums Köln.
Das Buch beschreibt das Dekanat Brühl und die Geschichte seiner Pfarreien und Kirchen. Zum Dekanat Brühl zählten damals neben Brühl auch Hürth, Frechen und Teile der heutigen Stadt Köln mit Rodenkirchen, Sürth und Kriel mit dem Krieler Dömchen.

## Ehrungen
Im Hürther Stadtteil Fischenich, unterhalb seiner ehemaligen Pfarrkirche, erhielt 1964 zu Ehren Rosellens eine Platzanlage seinen Namen.